# Ascelina
Ascelina (1121-1195) va ser una santa, monja cistercenca i mística francesa del segle xii.
Va passar la major part de la seua vida al convent cistercenc de Boulancourt (Sena i Marne, Illa de França). Hom creu que era parent de Bernat de Claravall. La seua festivitat se celebra el 23 d'agost.